# Güines
La ciudad de San Francisco Javier y San Julián de los Güines, o simplemente Güines, está situada a 54 km al sur de La Habana a las orillas del río Mayabeque, en una llanura de las más fértiles de Cuba. Se fundó en 1735 junto a su iglesia la de San Julián. Perteneció hasta 2010 a la Provincia de La Habana. A partir del 1 de enero de 2011 pertenece a la nueva Provincia de Mayabeque de la cual es su primer núcleo urbano en población y segundo municipio en importancia después de la capital provincial, San José de las Lajas.
El ferrocarril La Habana-Güines fue la primera línea ferroviaria de Cuba, España y de América Latina, inaugurándose el 10 de noviembre de 1837, adelantándose casi once años a la primera línea ferroviaria abierta en la España peninsular (la famosa Barcelona-Mataró).

## Historia
Se fundó en 1735 junto a su iglesia la de San Julián. Tras la conquista y colonización, se establece la Villa de San Cristóbal de La Habana en un sitio relativamente cercano a la desembocadura del río Guinicagina u Onicaginal, que es el Mayabeque, en 1514, siendo trasladada al norte en 1519. Felipe de Fondesviela, el Marqués de la Torre, dio fe de la importancia y valía de Güines, cuando en 1775 una misiva que eleva a S.M. Carlos III, reitera las aspiraciones de convertirse en Villa del vecindario.
El Real Consejo de Indias estuvo conforme, y el Rey aprobó con su firma la gracia solicitada; el 30 de septiembre de 1779 Güines se convierte en primer gran centro productor y exportador, ingresándole grandes capitales, en núcleo y cuna de la industria azucarera nacional, y llega a poseer 94 ingenios en toda su jurisdicción.
El proyecto original preconcebido que decide construir el Primer Ferrocarril de Iberoamérica, también denominado «El Camino de Hierro», fue el de ejecutarlo entre La Habana y Güines. Primero se realizó el tramo Habana-Bejucal y luego se amplió hasta la Villa de San Julián de los Güines. La obra que culminó totalmente con su inauguración el 19 de noviembre de 1838. Se inaugura la Comunidad de Regantes en 1884, reglamentada por un sistema similar al Tribunal de las Aguas de Valencia, para controlar y distribuir el agua.
A raíz de la fundación en 1892 del Partido Revolucionario Cubano dirigido por José Martí, las ideas patrióticas e independentistas recobran nuevos bríos. Leandro Rodríguez Colina e Inocencia Valdés Fraga «La Niñita de Güines», güineros que estaban en el exilio, además de la amistad que los unía a Martí, fueron algunos de los fundadores de su Partido.
Güines aportó múltiples hijos a la contienda iniciada el 24 de febrero de 1895. El 4 de marzo del 97, Clemente Fernández inició el doble ataque a Güines por el sur de la Villa, y después llegó su jefe el brigadier General Adolfo del Castillo por el norte. Este hecho tuvo gran relevancia debido a la alta concentración de efectivos de todas las armas de la metrópoli ubicadas en el poblado, producto de la ubicación geográfica del mismo, y a su importancia económica.
El 20 de mayo de 1902 con el inicio de la «República» neocolonial, mediatizada y dependiente, se convierte en semicolonia norteamericana, cercenada por la imposición de la «Enmienda Platt». En Güines asume el sitial alcaldicio Leandro Rodríguez, de honrada y patriótica administración, que se enfrentó al presidente entreguista Estrada Palma. El 10 de marzo de 1952 se produce el golpe de Estado de Batista; rápidamente los estudiantes más revolucionarios de la universidad se suman a través de la FEU, entre los cuales estaban Rafael García Bárcenas, Raúl Gómez García y Francisco Valdés Ginebra.
La vanguardia de jóvenes y trabajadores de diversas organizaciones, comienza a aglutinarse alrededor del 26, conformándose la primera célula del movimiento, dirigida por el Ing. Francisco Valdés Ginebra. El 11 de febrero de 1958 es asesinada la joven Aleida Fernández Chardiet, y su sepelio coincidió con el cierre de los establecimientos y una manifestación masiva de pueblo; el 19 de marzo aparece tiroteado el cuerpo de Juan Borrell, junto a los de Sergio González y Bernardino García Santos «Motica», en el reparto Altahabana.
Al producirse la Huelga del 9 de abril, fueron ultimados en la finca «Anacahuita» cuatro revolucionarios: Humberto Almeida, Restituto Alonso, Venancio Núñez y Daniel Pérez. Al producirse la caída de Batista, el primero de enero de 1959 todo Güines se lanza a las calles apoyando la huelga general. El día 8, Fidel Castro pasa por la carretera central y hace un alto frente al cuartel de Catalina de Güines.
El 24 de febrero de 1963 se creó en Güines el Comité Municipal del Partido Unido de la Revolución Socialista de Cuba. Al crearse las Regiones como eslabón organizador administrativo, el Mayabeque, liderado por Güines, también estaba conformado por Melena con Guara, se le incluía Catalina con Osvaldo Sánchez, Madruga, San Nicolás, y Nueva Paz con Palos. En 1965 se constituye el Partido Comunista de Cuba; y en 1969 Fidel inaugura la nueva comunidad de El Cangre. Fue suprimido el eslabón regional acorde con la nueva división político-administrativa de 1975, aprobada por el I Congreso del PCC. A Güines se le reintegra Catalina, Osvaldo Sánchez, y algunas zonas rurales de San José y San Nicolás.

## Geografía
El municipio ocupa 445 km² y se asienta en una llanura fértil del sureste habanero, cruzada por la red fluvial de la abundante cuenca hidrográfica del Mayabeque. Al norte limita con San José de las Lajas y Madruga, al sur con la costa del Golfo de Batabanó, al este con San Nicolás, y al oeste con Melena. Los principales núcleos urbanos son la Villa de Güines, Catalina, Amistad, Osvaldo Sánchez, El Cangre, Río Seco, Bizarrón, y Juan Borrell.

### Hidrografía
Sus ríos son: Mayabeque, Mampostón, Culebra, Catalina, Cotilla, San Antón y algunos otros de menor caudal. El río Mayabeque es el más importante de la Provincia de La Habana y de la vertiente meridional de la región, cuyas fuentes las constituyen en su mayor caudal las del Ojo de Agua, de Catalina, por la que deben considerarse como fuentes remotas las lomas que se levantan al sur de la ciudad de Jaruco. Al entrar en la llanura de Güines se divide por efecto de la canalización artificial y también natural en multitud de brazos y zanjas que constituyen el sistema de riegos establecido en el valle de Güines. 
Por esta razón y por la de su curso por esa ciudad recibe el nombre de Güines hasta los terrenos del antiguo hato de San Pedro de Mayabeque, que toma este último nombre, con el cual sigue hasta su desagüe en la costa meridional del municipio de San Nicolás, en el golfo de Matamanó o Batabanó, en un surgidero en donde la tradición supone que por disposición de Diego de Velázquez fue fundada la Ciudad de La Habana el día de Santiago del año 1515. Recibe durante su curso numerosos afluentes. Muy antiguamente se le llamó también Onicajinal.

### Relieve
El terreno en este municipio en general es llano, a excepción del norte, en donde se levanta la Loma de Candela, la de Catalina en el barrio de su nombre y alguna otra altura. La Loma de Candela, perteneciente a la segunda serie del grupo de La Habana-Matanzas (la que discurre por la parte central), está situada al norte del municipio. Desde su cumbre de escasa elevación, pero con una notable meseta de más de dos kilómetros de amplitud, se divisa la magnífica belleza del Valle de Güines. Se halla como a seis kilómetros de la cabecera. Algunos la denominan Candelas.

## Leyenda del Mayabeque
Por: Lic. Abilio González González. 
El tiempo histórico real se acrecienta y es enriquecido por la cultura popular tradicional, con una amplia amalgama de hechos del imaginario basada en lo ficticio, con sus mitos y leyendas que se eternizan por y con amplia transmisión repetitiva.
En el amplio territorio mayabequino del sureste habanero, los comarcanos han grabado con fijación en su cognoscibilidad, de generación en generación, mediante la transmisión oral, y desde añejos tiempos, la leyenda en la cual se sustenta o argumenta acerca de cómo surgió el toponímico Mayabeque.
No obstante, al ser tal el cúmulo de interpretaciones individuales, han surgido y tomado fuerza una amplia variedad de muy diversas versiones, en que de una forma u otra se crea un ajiaco en que se entremezclan fundamentalmente un dúo de nombres de sitios o lugares y de personas que se imbrican a los originales aborígenes siboneyes que poblaban estas bendecidas tierras muy fértiles, con clima benigno, población laboriosa y amplísimos caudales de aguas de la red conformada por la cuenca hidrográfica del hoy llamado río Mayabeque, nombre que en realidad le impusieron en tiempos más contemporáneos, tomados de la playa y el hato donde geográfica e históricamente desembocaba.
En el cuento se habla y menciona a Guini u Oni, casado y comprometido con Cajina o Caginal. Hay quienes discrepan y plantean que quienes se enlazan son la bella Maya con el joven Beque. 
Como podemos apreciar hay referencias al original y primigenio apelativo del río, que en diversos documentos aparece con variedad de formas en su escritura y como es lógico en su pronunciación: en su prefijo o apócope unas veces aparece «Guini» y en otras «Oni»; la antepenúltima sílaba la encontramos a veces con la letra «g», otras con «j», y en ocasiones con «x»; y la última sílaba a veces termina en «l» y en otras no, y hay quienes le dan el sonido tónico a la misma mientras otros no lo hacen.
Cuentan que en los tiempos precolombinos, existían dos jóvenes siboneyes y dos ríos, que se conocían desde pequeños ya que se visitaban mutuamente, ambos disfrutaban de la naturaleza y se bañaban mutuamente con sus aguas, en Catalina y Güines. Uno de ellos preguntó acerca del secreto del verdor de uno de los campos, y el otro le explicó que muchas veces se desbordaba para anegar las tierras; ambos pues decidieron enlazar ambos ríos en señal de amor fructífero para toda una eternidad.
Otra versión manifiesta que deseaban contraer nupcias, casarse, y tener descendencia, pero los padres se oponían negándoles ese derecho porque los consideraban aún muy jóvenes; hay quien dice que uno de ellos decidió suicidarse y el otro comenzó a llorar, y otros manifiestan que ambos comenzaron a lanzar lágrimas, lo que hizo que sus caudales se derramaran y ocurriera una llamada creciente, y así quedaran unidos conformando la amplia cuenca hidrográfica que hoy ocupan ellos y las aguas de los afluentes y efluentes.